# Saudareos
Saudareos is een geslacht van vogels uit de familie van de Psittaculidae (papegaaien van de Oude Wereld). De wetenschappelijke naam van het geslacht is op grond van DNA-onderzoek in 2020 geldig gepubliceerd. De volgende soorten zijn in dit geslacht geplaatst:
- Saudareos flavoviridis  – Geelgroene lori
- Saudareos iris  – Irislori
- Saudareos johnstoniae  – Johnstones lori
- Saudareos meyeri  – Geelwanglori
- Saudareos ornata  – Ornaatlori